# Jacques Francœur
Jacques Francœur (* 1925; † 24. Juli 2005) war ein französisch-kanadischer Geschäftsmann und Journalist. Bekannter ist er als Eigentümer der Unimédia-Unternehmensgruppe, die ihn zu einem der Medienmogule in Quebec macht. Er war der Sohn von Louis Francœur.

## Biografie
Jacques Francœur absolvierte eine lange Berufslaufbahn im Verlagswesen, die er im Alter von 16 Jahren bei der Tageszeitung La Patrie begann. Später arbeitete er für den Montreal Daily Star und die The Gazette. Weitere Jahre später erwarb er die Zeitung Le Guide du Nord, was den Beginn der Entstehung eines der wichtigsten Medienunternehmen im französischsprachigen Kanada kennzeichnete.
Er gründete die Zeitung Dimanche-Matin. Es folgte eine ein paar Jahre andauernde Partnerschaft mit dem Geschäftsmann Paul Desmarais, in der die Zeitungsgruppe Trans-Canada aufgebaut wurde. Gegen Ende der 1960er-Jahre, die Wochenzeitungen Le Petit Journal, Photo Journal, und La Patrie, die er im Jahr 1978 wieder einstellte. Im Jahr 1973 gründete er Unimédia, die zu einer Verlagsgruppe wurde, deren Belegschaft 2.000 Mitarbeiter umfasste und vier Druckereien betrieb. Die Verlagsgruppe gab eine Wochenzeitung und zwei Tageszeitungen heraus: Le Droit in Ottawa, Le Soleil in Québec City und Le Quotidien in Chicoutimi.
Nachdem er 1987 Unimédia an Conrad Black verkaufte, gründete er eine der bekanntesten privaten Stiftungen in Quebec, die Fondation Jacques Francoeur. Diese Stiftung widmet sich der Förderung von Wohltätigkeitsorganisationen, die sich um Bedürftige kümmern und unterstützte  Organisationen, die die Bildung förderten. Jacques Francœur engagierte sich auch bei sozialen und kulturellen Projekten für die weniger Glücklichen und gewährte Stipendien für Journalisten in Quebec. Darüber hinaus war er ein einflussreiches Mitglied vieler Wirtschafts- und Gemeindeverbände, er war der ehemalige Präsident der „Newspaper Association of Canada“ und der „Daily Newspaper Association“ in Québec.
Francœur war auch im Ausland tätig. Er war ein Exekutiv-Mitglied des International Press Institute in London und von 1982 bis 1990 arbeitete er für die Direktoren-Kommission der „American Association of Newspaper Editors“. Im Jahr 1995 bekam er von der Concordia University eine öffentliche Ehrung.